# 雲紋裸頰鯛
雲紋裸頰鯛，又稱雲紋龍占，為輻鰭魚綱鱸形目鱸亞目龍占魚科的其中一種，分布於西印度洋區，從紅海、波斯灣至留尼旺海域，棲息深度可達40公尺，本魚身體的顏色是暗灰色或棕黃色，頭部是棕灰色，胸鰭和腹鰭白色、粉紅色，背鰭和臀鰭是斑駁的白色或微黃色有紅邊，背鰭硬棘10枚;背鰭軟條9枚;臀鰭硬棘3枚;臀鰭軟條8枚，體長可達40公分，白天棲息在珊瑚礁附近的沙底質海域，成小群活動，夜間單獨在礁石區活動，屬肉食性，以棘皮動物、軟體動物、甲殼類等為食，可作為食用魚。

## 擴展閱讀
維基物種上的相關：雲紋裸頰鯛